# Городок (Минусинский район)
Городок — село в Минусинском районе Красноярского края России. Административный центр Городокского сельсовета.

## География
Находится по берегу Тубинского залива реки Енисей, в 28 км от районного центра, города Минусинска.

## История
В конце 1730-х началось строительство и заселение деревень для солдат-рекрутов, ссыльных крестьян и разночинцев, которые работали на строительстве и эксплуатации медеплавильного и железоделательного заводов на территории района. Первые русские поселения были основаны на реке Тубе, где ранее находился Тубинский улус (Тубинский Городок), позднее переименованный в деревню Городок. К концу 1770-х в нём проживало 37 человек.
С 1840 г. Городок входил в Кочергинскую волость, затем — в Тесинскую, с 1903 г. — в Маломинусинскую. В 1859 г. в деревне Городок числилось 48 дворов, проживало 149 мужчин и 129 женщин. Была открыта почтовая станция, образован Городчанский приход.
В 1906 г. открывается одноклассная школа (в 1913 г. для неё построили специальное здание).
С постройкой деревянной церкви во имя святого Михаила Архангела в 1909 г. деревня Городок получает статус села.
До революции организовалось Городокское товарищество мелкого кредита (1913, на его базе в советские годы сделали сельпо). К 1917 г. имелись школа, церковь, казенная винная лавка, хлебозапасной магазин, участковая больница, почтово-телеграфное отделение, речная пристань. Переправу через реку Тубу возле села обеспечивал паром-катамаран грузоподъемностью в 100 т.
В Гражданскую войну село стало центром борьбы; в сентябре 1919 г. крестьянская партизанская армия штурмом взяла Городок.
В советское время действовали колхозы «Труженик», им. Щетинкина, «Путь к социализму», машинно-тракторная станция (1934).
В Великую Отечественную войну из села на фронт ушли более 200 городокцев.

## Население
| 2010 |
| ---- |
| 2127 |

## Известные уроженцы и жители
В селе родился Григорий Семёнович Корнев (1913—1938) — военнослужащий РККА, танкист, участник боёв у озера Хасан 1938 года. Герой Советского Союза (1938, посмертно).
В селе родилась, прожила всю жизнь и скончалась Алевтина Ивановна Кобцева (Колескина) (1927—1991) — советский передовик производства в сельском хозяйстве, Герой Социалистического Труда (1949).

## Транспорт
Село стоит на автодороге регионального значения Минусинск — Городок — Беллык 04К-028.
Действует автобусный маршрут № 105 «Минусинск — Городок».